# ブレア・マレー
ブレア・マレー（Blair Murray、2001年10月9日 - ）は、ニュージーランド出身のラグビーユニオン選手。ウェールズ代表資格を持ち、ユナイテッド・ラグビー・チャンピオンシップのスカーレッツ（ウェールズ）に所属している、

## 経歴
ニュージーランド北島タラナキ地方のハウェラ出身。母親は、ウェールズのトニーレフェイル（Tonyrefail）出身。
2021年から2023年まで、ニュージーランドの州代表選手権NPC（ナショナル・プロヴィンシャル・チャンピオンシップ）のカンタベリーでプレーした。
2024年6月、ユナイテッド・ラグビー・チャンピオンシップのウェールズのチーム、スカーレッツと契約。9月7日、プレシーズン親善試合でレスター・タイガース戦に出場。9月21日、シーズン開幕戦のベネットン戦で、スカーレッツでの公式戦デビューを果たした。
2024年10月、ウェールズ代表に招集された。オータムネーションズで、11月10日フィジー戦でウィングとして出場し、代表初トライを決めた。南アフリカ戦ではフルバックで出場。2025年シックス・ネイションズ・チャンピオンシップにも出場した。